# Нейтральные державы во Второй мировой войне
Нейтральные державы во Второй мировой войне — это страны, которые официально заявили о своём нейтралитете и старались избежать участия в боевых действиях во время Второй мировой войны (1939–1945). Их нейтралитет варьировался по характеру и степени соблюдения, а также в зависимости от геополитических и экономических обстоятельств.

## Определение нейтралитета
Нейтралитет — это политика, при которой государство воздерживается от участия в военных конфликтах между другими государствами и не поддерживает ни одну из сторон. Это может быть выражено через политические декларации, законодательные меры или другие официальные заявления.

## Основные нейтральные державы
Несколько стран объявили и сохраняли свой нейтралитет на протяжении всей войны. Среди них:

### Швейцария
Швейцария, окруженная воюющими странами, сумела сохранить свой нейтралитет благодаря сильной оборонной политике и дипломатическим усилиям. Её горный рельеф и подготовленность к обороне сделали её трудной целью для вторжения. Швейцария поддерживала строгую политику вооружённого нейтралитета и проводила мобилизацию своих вооружённых сил, чтобы отпугнуть потенциальных агрессоров.

### Швеция
Швеция также сохранила нейтралитет, хотя и поддерживала экономические отношения с обеими сторонами конфликта. Она предоставляла железную руду Германии, что было критически важно для нацистской военной промышленности, но также помогала беженцам и участвовала в гуманитарных миссиях. Швеция также предоставила ограниченную помощь Финляндии во время Зимней войны против Советского Союза.

### Испания
После Гражданской войны в Испании (1936–1939) страна под руководством Франсиско Франко заявила о своём нейтралитете, несмотря на симпатии к державам Оси. Испания избегала прямого участия в войне, но предоставляла ограниченную поддержку нацистской Германии, в том числе добровольцев для борьбы против Советского Союза в составе Голубой дивизии.

### Португалия
Португалия под руководством Антониу де Оливейры Салазара сохранила нейтралитет на протяжении всей войны. Её стратегически важные порты и базы на Азорских островах сыграли важную роль, и позднее страна разрешила использовать их союзникам в обмен на экономические и военные гарантии. Португалия также поставляла вольфрам как странам Оси, так и союзникам.

### Ирландия
Ирландия, получившая независимость от Великобритании в 1922 году, оставалась нейтральной в ходе всей войны, несмотря на давление со стороны союзников. Правительство под руководством Имона де Валера строго соблюдало политику нейтралитета, хотя многие ирландцы добровольно вступали в вооруженные силы Великобритании. Ирландия также оказала гуманитарную помощь беженцам и спасенным экипажам затонувших судов.

### Афганистан
Королевство Афганистан не принимало участия в войне. Нейтралитет Афганистана был сохранён из-за невыгодного геополитического расположения между Советским Союзом и Союзнической Британской Индией. На протяжении всей войны, в Афганистане шла борьба разведок. Советской разведке удалось нейтрализовать действия немецкой и итальянской разведок, сохранить Афганистан в качестве нейтральной страны и укрепить влияние СССР в этом регионе.

### Андорра
Андорра официально сохраняла нейтралитет во время войны. В начале войны в стране базировался малочисленный контингент французских войск, оставшийся со времён Гражданской войны в Испании, однако эти войска были выведены в 1940 году. После немецкого вторжения в Виши в 1942 году, немецкие войска выдвинулись к границе Андорры около Пас-де-ла-Каса, однако не пересекли её. В ответ на эти действия, у Сео-де-Уржеля были расположены испанские войска, которые также оставались вне территории Андорры. На протяжении войны Андорра служила тайным путём, связывающим Испанию и Вишистскую Францию, а также путём бегства для людей, спасающихся от профашистского коллаборационистского режима.

### Тибет
Несмотря на торговую и внешнеполитическую ориентацию Тибета на Японию, и на желание Японии включить Тибет в так называемую Великую восточноазиатскую сферу сопроцветания, Тибет так и сохранил свой нейтралитет. Однако, японцами были напечатаны тибетские деньги, советником по делам Тибета японского правительства был приглашён Аоки Бункё, который 20 лет до этого переводил на тибетский японские военные руководства. Капитуляция Японии в 1945 году положила конец этим планам.

## Спорные случаи нейтралитета
Некоторые страны заявляли о нейтралитете, но фактически нарушали его в той или иной степени:

### Турция
Турция сохраняла нейтралитет большую часть войны, балансируя между державами Оси и союзниками. В 1945 году Турция разорвала дипломатические отношения с Германией и объявила войну Японии, что позволило ей стать одним из основателей ООН.

### Иран
Иран провозгласил нейтралитет в начале войны, однако в 1941 году был оккупирован британскими и советскими войсками из-за стратегического значения иранских нефтяных ресурсов и транспортных маршрутов для поставок союзникам.

### Ватикан
Ватикан под руководством папы Пия XII проводил политику нейтралитета. Накануне войны Ватикан выступал за уступки нацистской Германии, чтобы та выступила против СССР. В 1942 году Ватикан создал специальные маршруты, известные как «крысиные тропы», для миграции католиков из Европы. Первую «крысиную тропу» через Испанию проложил священник Антон Вебер.Несмотря на то что с 1943 года город Рим был оккупирован Германией, а с 1944 года — союзными войсками, Ватикан оставался свободным государством. В течение всей войны Ватикан организовывал обширную гуманитарную помощь.

### Лихтенштейн
Во время Второй мировой войны Лихтенштейн сохранял нейтралитет вместе со Швейцарией, однако в последний месяц войны правительство Лихтенштейна пропустило на свою территорию остатки частей 1-й Русской национальной армии под командованием генерала Б.А. Смысловского воевавших на стороне Вермахта, предоставив им защиту и отказавшись выдать её военнослужащих странам антигитлеровской коалиции.

### Монако
Монако сохраняло нейтралитет во время войны, что вызывало недовольство итальянского населения страны, которое выступало за ориентацию на правительство Муссолини. Несмотря на нейтралитет, Монако не удалось избежать оккупации сначала итальянскими войсками в 1943 году, а после краха Муссолини страна подверглась и немецкой оккупации.

## Экономическая и политическая роль нейтральных стран
Нейтральные страны играли важную роль в экономике воюющих держав, предоставляя им необходимые ресурсы и выступая посредниками в дипломатических переговорах. Нейтральные страны также служили убежищем для беженцев и жертв нацистских преследований.

## Значение в войне
Хотя нейтральные державы во Второй мировой войне старались сохранить свою независимость и избежать прямого участия в боевых действиях, их роль в войне была значительной. Политика нейтралитета позволила этим странам сохранить свои ресурсы и инфраструктуру, а также сыграть важную роль в гуманитарной помощи и дипломатии.